# The Wayward Sister
The Wayward Sister est un film muet américain réalisé par Otis Turner et sorti en 1913.

## Fiche technique
- Réalisation : Otis Turner
- Date de sortie :  États-Unis : 27 avril 1913

## Distribution
- Robert Z. Leonard : Jim Hollis
- Margarita Fischer : Nan Ward / Katherine Ward